# مسعود جعفری جوزانی
مسعود جعفری جوزانی (زادهٔ ۱۸ آذر ۱۳۲۷ در ملایر) کارگردان، نویسنده و فیلمساز اهل ایران است. از مهم‌ترین آثار وی نویسندگی و کارگردانی مجموعه تلویزیونی در چشم باد است.
جوزانی مدرک کارشناسی ارشد فیلم‌سازی خود را از دانشگاه ایالتی سان فرانسیسکو دریافت کرده است. او در آغاز فعالیت سینمایی خود با کارگردانی و فیلم کوتاه توانست دیپلم افتخار بهترین فیلم کوتاه جشنواره فیلم فجر را کسب کند، مسعود جعفری جوزانی، چهره ماندگار سینمای ایران، از پیشتازان سینمای پس از انقلاب است که با ساخت اولین فیلم سینمایی خود با نام جاده‌های سرد سینمای بعد از انقلاب ایران را به جشنواره‌های جهانی معرفی نمود. او در سال‌های ۱۳۶۶ و ۱۳۶۷ با حضور در بیش از ۱۹ جشنواره جهانی از جمله جشنواره بین‌المللی فیلم برلین آلمان، جشنواره بین‌المللی فیلم مونترآل کانادا، جشنواره بین‌المللی فیلم هاوایی آمریکا و جشنواره بین‌المللی فیلم هنگ کنگ، به عنوان پل ارتباطی سینمای شرق و غرب شناخته شد.
از دیگر فعالیت‌های مسعود جعفری جوزانی می‌توان به تدریس در رشته سینما و گرافیک در آمریکا (با مجوز تدریس مادام‌العمر)، تدریس در دانشگاه‌های ایران و همچنین مدیریت مؤسسه سینمایی جوزان فیلم اشاره کرد. و به تازگی خبری رسیده که سریال پوریا ولی به پیش تولید رفت

## آثار

### مستند به سوی آزادی
به سوی آزادی اثر مسعود جعفری جوزانی، نخستین مستند سیاسی تاریخ سینمای مستند ایران به‌شمار می‌رود که در سالگرد انقلاب در ۲۱ بهمن ۱۳۵۸ از سیمای جمهوری اسلامی پخش شد.

### فیلم کوتاه با من حرف بزن
مسعود جعفری جوزانی در سازمان صدا و سیما با راه‌اندازی بخش انیمیشن، چند فیلم انیمیشن ساخته و سپس برای نخستین بار با ساخت فیلم کوتاه با من حرف بزن در سال ۱۳۶۲ به تهیه‌کنندگی کانون پرورش فکری کودکان و نوجوانان، توانست دیپلم افتخار بهترین فیلم‌کوتاه سومین دوره جشنواره فیلم فجر را از آن خود کند.

### فیلم سینمایی جاده‌های سرد
مسعود جعفری جوزانی نخستین فیلم بلند سینمایی‌اش را با نام جاده‌های سرد در سال ۱۳۶۳ در فضای زادگاه خویش تولید کرد. این فیلم یکی از پرفروش‌ترین فیلم‌های دهه اول انقلاب بود که هم در ساختار بصری و هم در مضمون فیلم ارزشمندی به‌حساب می‌آید. تنها عضو حرفه‌ای و شناخته‌شدهٔ این فیلم علی نصیریان بود که ساخت این فیلم زمینه‌ساز ورود حمید جبلی، تورج منصوری، محمود کلاری، علیرضا رئیسیان و شاپور پورامین به سینمای حرفه‌ای شد.

### فیلم سینمایی شیرسنگی
شیرسنگی محصول سال ۱۳۶۵ پروژه بلندپروازانه‌ای با فیلم‌نامهٔ قوی است که نمادی از تقابل سنت و مدرنیته به‌حساب می‌آید. حضور انگلیسی‌ها به واسطه بهره‌برداری از نفت که قتل یکی از آن‌ها تقابلی تا سرحد مرگ بین دو بزرگ از ایل بختیاری ایجاد می‌کند با نقش‌آفرینی عزت‌الله انتظامی و علی نصیریان در نهایت تبدیل به مهم‌ترین و ماندگارترین فیلم کارنامه جوزانی می‌شود و در پنجمین دوره جشنواره فیلم فجر نیز در میان فیلم‌های شاخص سینمای ایران به چشم آمده و جایزه سیمرغ بلورین بهترین فیلمنامه را دریافت می‌کند. همچنین در جشنواره‌های خارجی از جمله یازدهمین دوره جشنواره بین‌المللی فیلم مونترآل کانادا در بخش «سینمای امروز و فردا» شرکت کرده و مورد تقدیر قرار گرفت.

### فیلم سینمایی در مسیر تندباد
اثر بعدی او در مسیر تندباد محصول سال ۱۳۶۷ است که تولیدی عظیم‌تر از شیر سنگی داشت؛ باز هم در قالب داستانی پرکشش، روایتی از حضور بیگانگان در ایران، هم‌زمان با جنگ جهانی دوم را به تصویر می‌کشد.

### فیلم سینمایی بلوغ
پس از تحولات فرهنگی میانه دهه هفتاد، مسعود جعفری جوزانی با ساخت فیلم بلوغ در سال ۱۳۷۷ به مسائل جوانان می‌پردازد و در هجدهمین دوره جشنواره بین‌المللی فیلم فجر نیز جوایزی را دریافت می‌کند.

### سریال تلویزیونی در چشم باد

پوستر سریال در چشم باد

او بخش عمده‌ای از دهه ۸۰ را به نوشتن و کارگردانی سریال عظیم در چشم باد می‌گذراند. در چشم باد در ۴۴ قسمت ۵۰ دقیقه‌ای در زمره سریال‌های الف ویژه برای پخش از شبکه اول سیما بود که روایتی دیدنی از سه برهه تاریخ معاصر ایران از قیام کوچک جنگلی تا جنگ ایران و عراق را روایت می‌کند. فیلمنامه این سریال توسط خود مسعود جعفری جوزانی در مدت دو سال نوشته شده است.
سریال تاریخی در چشم باد، وقایع سیاسی و اجتماعی سه دوره از تاریخ را روایت می‌کند: پایان دوره قاجار و دوره پهلوی، جنگ جهانی دوم و یک دوره زمانی خاص بعد از انقلاب که دوره فتح خرمشهر است. ساخت این سریال یکی از بزرگ‌ترین پروژه‌های سریال‌سازی در تلویزیون است که برای ساخت آن ۴۸۰ لوکیشن استفاده و به بیش از ۱۰ شهرستان و استان دیگر سفر شده است.

### فیلم سینمایی ایران برگر
فیلم سینمایی ایران برگر محصول سال ۱۳۹۳ تنها فیلم کمدی جوزانی، به مدد فضایی بومی و فولکلور و فیلم‌نامه‌ای با طنز موقعیت، فیلم پرفروش، مفرح و آبرومندی از کار درآمد، تیتراژ پایانی ایران برگر، با صدای استاد شهرام ناظری و آهنگسازی ارشک رفیعی بر روی شعری از سیاوش کسرایی بسیار مورد توجه تماشاگران این فیلم قرار گرفت.

### فیلم سینمایی پشت دیوار سکوت
فیلم دیگر او پشت دیوار سکوت محصول سال ۱۳۹۵ است که به معضل اجتماعی ایدز اشاره دارد و با همکاری سازمان‌های مردم نهاد ایران ساخته شده است. این فیلم به صورت رسمی از طرف شصت و یکمین کنفرانس جهانی زن CSW دعوت شد و قرار بود در روز ۳۰ اسفند ماه سال ۱۳۹۵ با حضور تعدادی از عوامل اصلی آن در گردهمایی «سازمان‌های مردم نهاد» NGOها و نهادهای مردم‌محور جهانی در حمایت از مادران و کودکان مبتلا به ویروس «اچ آی وی/ ایدز» در مقر اصلی سازمان ملل متحد در شهر نیویورک در کشور آمریکا به نمایش دربیاید که به دلیل تبعیض و رفتار نژادپرستانه و تصمیم دونالد ترامپ رئیس‌جمهور آمریکا و عدم ارائه ویزا به عوامل سریال، عوامل این اثر سینمایی از نمایش این فیلم در مقر اصلی سازمان ملل متحد در آمریکا انصراف دادند.

### فیلم سینمایی بهشت تبهکاران
وی در سال ۱۳۹۹ ساخت فیلم سینمایی بهشت تبهکاران را آغاز کرد که طی آن به وقایع ملی شدن صنعت نفت نیز پرداخته می‌شود.

## پروژه‌های ناتمام
مسعود جعفری جوزانی که همچنان سری پر سودا از ایده‌ها و شخصیت‌های بزرگ ایرانی دارد، متأسفانه سه فیلم‌نامه برجسته‌اش به نام‌های «یعقوب لیث»، «پوریای ولی» و «کوروش کبیر»، با وجود این‌که مراحل اولیه تولید را طی کرده‌اند، به دلایل مختلفی، به سرانجام نرسیده‌اند.

### سریال خواجه نصیرالدین طوسی
مسعود جعفری جوزانی قصد داشت پس از سریال در چشم باد به سفارش سیمافیلم کارگردانی سریالی دربارهٔ زندگی خواجه نصیر الدین طوسی را بر عهده بگیرد که فیلم‌نامه این اثر مجالی برای ساخت نمی‌یابد.

### فیلم سینمایی باسکرویل
فیلمنامهٔ باسکرویل داستان هوارد باسکرویل، دانشجوی فارغ‌التحصیل دانشگاه پرینستون است که در سال ۱۲۸۴ برای تدریس به ایران سفر می‌کند. سفر او همزمان با آغاز انقلاب مشروطه در ایران می‌شود و باسکرویل آگاهانه برای شکستن محاصره تبریز توسط قوای محمدعلی شاه تلاش می‌کند. مسعود جعفری جوزانی فیلمنامهٔ باسکرویل را در سال ۱۳۷۳ نوشت که امتیاز آن توسط حوزهٔ هنری خریداری شد. سپس در سال ۱۳۷۶ مسعود جعفری جوزانی و شهریار روحانی امتیاز فیلمنامهٔ باسکرویل را از حوزهٔ هنری بازخرید کردند و نشر ابتکار این فیلمنامهٔ را در سال ۱۳۸۷ در قالب کتاب منتشر کرد.
مسعود جعفری جوزانی در سال‌ها بعد با کمپانی‌های فیلمسازی آمریکایی و یک شرکت کانادایی قراردادی برای ساخت فیلم سینمایی باسکرویل در ایران بست اما هر کدام به دلایلی به نتیجه نرسید به جز آخرین قراردادی که با انجمن در جستجوی زمینه مشترک بسته شد که حتی برای ساخت فیلم نیز مجوز رسمی از وزارت فرهنگ و ارشاد اسلامی صادر شد و طبق گزارش روزنامه فیگارو تهیه‌کننده آمریکایی تصمیم داشت از برد پیت در نقش هوارد باسکرویل استفاده کند اما به دلایلی این فیلم ساخته نشد. سرانجام امتیاز فیلمنامهٔ باسکرویل به نام مسعود جعفری جوزانی و محمدمهدی دادگو در آمریکا و کانادا در کانون فیلمنامه‌نویسان سینمای ایران ثبت شد.
در سال ۱۳۸۳ یک کارگردان ایرانی مقیم آمریکا در یک وبسایت اعلام کرد که قرار است برای ساخت باسکرویل به ترکیه سفر کند. جعفری جوزانی پس از اطلاع از این خبر، واکنش رسانه‌ای نشان داد و اعلام کرد به عنوان سرقت آثار هنری در ایران و آمریکا اقامه دعوی می‌کند.
مسعود جعفری جوزانی که تلاش کرد با مشارکت مالی طرف‌های ایرانی و آمریکایی فیلم باسکرویل را بسازد اما به نتیجه نرسید. در سال ۱۳۸۸ پس از اتمام تولید سریال در چشم باد که بخشی از آن در لس آنجلس فیلم‌برداری شد، اعلام کرد پروژه سینمایی باسکرویل را که قرار بود یک سوم آن در آمریکا فیلمبرداری شود، ادامه دهد.

### فیلم سینمایی پوریای ولی
مسعود جعفری جوزانی فیلمنامه پوریای ولی را برای ساخت یک مجموعه تلویزیونی در پنج فصل با ۵۲ قسمت پنجاه دقیقه‌ای نوشت اما با اینکه قرارداد ساخت این مجموعه تلویزیونی با سیمای جمهوری اسلامی منعقد شد، به علت تغییر مدیریت سازمان این مجموعه تلویزیونی ساخته نشد. در نهایت نشر آناپنا در سال ۱۳۹۶ در قالب کتاب منتشر کرد.
فتح‌الله جعفری جوزانی و عبدالکریم یونسی، پژوهشگران این فیلمنامه از بیش از ۳۰ کتاب از جمله جامع التواریخ خواجه رشیدالدین فضل‌الله همدانی، تاریخ جوینی و تاریخ ایران کمبریج استفاده کرده‌اند.
داستان زندگی محمود خوارزمی پهلوان، شاعر و عارف قرن هشتم میلادی، مشهور به پوریای ولی از سال ۵۹۷ خورشیدی، آغاز می‌شود که کشور ایران مورد هجوم مغولان قرار گرفت. به فرمان حاکمان مغول در فاصله بین سال‌های ۶۴۸ تا ۶۶۱ هجری قمری صنعتکاران، برده شمرده می‌شدند و مجبور بودند تجهیزات لشکریان مغول را تهیه کنند. رعایای روستایی نیز که قادر به پرداخت اخراجات و مالیات نبودند، خود و خانواده‌شان به بردگی فروخته می‌شدند. در چنین دورانی پوریای ولی با تأسیس زورخانه موفق می‌شود آزادی‌خواهان را گردآورده و اقدام به آزادی ایران زمین کند.
از شخصیت‌های دیگر تاریخی این فیلم‌نامه، می‌توان به شیخ الرئیس سعدی، عبید زاکانی، خواجه نصیرالدین طوسی، خواجه رشیدالدین فضل‌الله همدانی و پهلوان فیله همدانی اشاره کرد.

### فیلم سینمایی کوروش کبیر
مسعود جعفری جوزانی فیلمنامهٔ کوروش کبیر را در سبک فیلم‌نامه اقتباسی بر اساس داستان زندگی کوروش بزرگ با پژوهشگری فتح‌اله جعفری جوزانی و عبدالکریم یونسی نوشت. در دفتر اول فیلم‌نامه به دوران تولد تا نوجوانی و در دفتر دوم آن به دوران جوانی تا مرگ این شاهنشاه انسان‌دوست پرداخته شد.
شخصیت کوروش از نظر جایگاه تاریخی و ملی اهمیت بسیاری دارد اما قدرت‌های بزرگ بی‌تاریخ و بدون فرهنگ درصدد نفی جایگاه ایران در جهان هستند، از این رو ساخت پروژهٔ کوروش کبیر در دستور کار قرار گرفت. علی معلم یکی از تهیه‌کنندگان این پروژهٔ، مسعود جعفری جوزانی را به عنوان کارگردان معرفی کرد. پس از درگذشت علی معلم سناریو به سرمایه‌گذاران واگذار شد که تا پیش از آن هزینه‌های پروژهٔ با سرمایه شخصی مسعود جعفری جوزانی انجام می‌شد. پس از عقد قرارداد با سرمایه‌گذاران خارجی پروژه آغاز شد ولی متأسفانه با پدید آمدن مشکلاتی بر سر راه‌شان پروژه متوقف شد.
پیش از توقیف پروژه در مراسم رونمایی از چاپ دوم فیلمنامه از کارهای انجام شده فاز صفر پروژه از جمله وب‌سایت فیلم سینمایی «کوروش کبیر» و تصاویری از «آرت بوک» که بر مبنای فیلمنامه، تحقیقات، مستندات و نقطه نظرات شخص کارگردان تهیه شده، به نمایش درآمد. آرت بوک پروژه توسط طراحان ایرانی با سابقه کار در پروژه‌های بین‌المللی زیر نظر مسعود جعفری جوزانی طراحی شد تا شاهکاری لایق نام کوروش بزرگ بیافرینند. این کتاب تا پایان پروژه، نزد عوامل مربوط به این پروژه باقی می‌ماند و پس از اکران، منتشر خواهد شد.

### سریال یعقوب لیث
در سال ۱۳۹۸ قرارداد تحقیق و نگارش فیلمنامه پروژه یعقوب لیث در حوزه تاریخ و تمدن ایرانی بین بنیاد سینمایی فارابی و مسعود جعفری جوزانی منعقد شد. فیلمنامه یعقوب لیث دربارهٔ بنیان‌گذار دودمان صفاریان در سیستان و روایتگر فتوت، ساده‌زیستی و نقش این اسطوره تاریخی در اتحاد ایرانیان است. یعقوب لیث صفاری، رویگرزاده و عیار جوانی بود که متأثر از قصه‌های رستم، به یاری فقرا و مظلومان شتافت و با دسته کوچک عیارانش که به خاطر سخاوت و فتوت او، دورش جمع شده بودند، در نظر اهل سیستان، به یک پهلوان افسانه‌ای بدل شد. این فیلم‌نامه به‌صورت سریال شبکه نمایش خانگی پخش خواهد شد.

به گفته مسعود جعفری جوزانی:
متأسفانه بچه‌های ما رابین هود را بیشتر از یعقوب لیث صفاری می‌شناسند در حالی‌که او از جمله شخصیت‌های تاریخی پایه‌گذار جریان عیاری و فتوت در ایران است که به جوانان نشان می‌دهند چگونه امکان زندگی بهتر وجود دارد.

## کارنامهٔ هنری

### نوشته‌ها
گونه
| نمایشنامه | فیلمنامه | پژوهش | داستان | گفتگو | مجموعه |

| سالِ نگارش | عنوان                         | سال انتشار | ناشر          |
| --------- | ----------------------------- | ---------- | ------------- |
| ۱۳۴۸      | ننه سیاه                      |            |               |
| ۹–۱۳۴۸    | قصه‌ها غصه شدن                 |            |               |
| ۱۳۴۹      | رسالت                         |            |               |
| ۱۳۵۴      | پرواز را به خاطر بسپار        |            |               |
| ۱۳۵۵      | در قفس                        |            |               |
| ۱۳۵۹      | بیلی                          |            |               |
| ۱۳۶۱      | گریز                          |            |               |
| ۱۳۶۱      | تصویر شکسته                   |            |               |
| ۱۳۶۴      | شیر سنگی                      |            |               |
| ۱۳۶۵      | آغاز                          |            |               |
| ۱۳۶۶      | در مسیر تند باد               |            |               |
| ۱۳۶۶      | بلندترین قله                  | ۱۳۶۶       | ماهنامه قاموس |
| ۱۳۶۷      | سایه خیال                     | ۱۳۶۹       | نجوا          |
| ۱۳۶۸      | یک مرد، یک خرس                | ۱۳۷۰       | روزنه         |
| ۱۳۶۹      | باسکرویل                      | ۱۳۷۸       | ابتکار        |
| ۱۳۷۲      | بشیر                          | ۱۳۷۲       | مجله سروش     |
| ۱۳۷۳      | بار کوله                      |            |               |
| ۱۳۷۳      | دل و دشنه                     |            |               |
| ۱۳۷۴      | آشیانه طوفان                  |            |               |
| ۱۳۷۵      | الجهاد                        |            |               |
| ۱۳۷۷      | خواجه نصیرالدین طوسی          |            |               |
| ۱۳۷۸      | بلوغ                          |            |               |
| ۱۳۷۹      | بلوغ و سینمای پس از دوم خرداد | ۱۳۷۹       | روزنامه سلام  |
| ۱۳۷۹      | چشمهایش                       |            |               |
| ۱۳۸۰      | آنسوی دیوار                   |            |               |
| ۱۳۸۱      | ایران برگر                    | ۱۳۹۴       | آناپنا        |
| ۱۳۸۲      | در چشم باد                    | ۱۳۸۹       | سروش          |
| ۱۳۸۲      | پسرک کشمش فروش                |            |               |
| ۱۳۸۸      | پوریای ولی                    | ۱۳۹۶       | آناپنا        |
| ۱۳۹۰      | کوروش کبیر                    | ۱۳۹۴       | تریتا         |
| ۱۳۹۷      | پشت دیوار سکوت                | ۱۳۹۷       | آناپنا        |
| ۱۳۹۷      | گردش تصویر                    | ۱۳۹۷       | روزنه         |
| ۱۳۹۸      | بهشت تبهکاران                 |            |               |
| ۱۳۹۸ ۱۴۰۳ | یعقوب لیث پوریا ولی           |            |               |

## سابقهٔ تدریس

### در ایران (۱۳۶۴–۱۳۸۰)
- دانشکده هنر دانشگاه تهران
- دانشکده صدا و سیما
- مدرسه فیلمسازی باغ فردوس

## جایزه‌ها
جعفری جوزانی جایزه‌های فراوانی از جشنواره‌های فیلم و غیر از آن برده. اهمِّ این جایزه‌ها برای فیلم‌نامه‌نویسی و کارگردانیِ فیلم و از جشنوارهٔ فیلمِ فجر بوده است. از نامدارترین آثاری که برای جعفری جوزانی جایزه به ارمغان آورده فیلمِ شیر سنگی و مجموعهٔ تلویزیونیِ در چشم باد بوده‌اند. از افتخاراتِ برجستهٔ جعفری جوزانی، فارغ از جشنواره‌های سینمایی، برگزیدگی در واپسین دورهٔ مراسمِ چهره‌های ماندگار در ۱۳۸۹ بوده است.

## فعالیت‌های جشنواره‌ای
| سال  | عنوان جشنواره                                                            | سِمَت                         |
| ---- | ------------------------------------------------------------------------ | --------------------------- |
| ۱۳۶۷ | هفتمین دوره جشنواره بین‌المللی فیلم فجر                                   | داور مسابقه سینمای ایران    |
| ۱۳۶۷ | چهارمین دوره جشنواره بین‌المللی فیلم‌های کودکان و نوجوانان                 | داور مسابقه سینمای بین‌الملل |
| ۱۳۷۰ | دهمین دوره جشنواره بین‌المللی فیلم فجر                                    | داور مسابقه سینمای ایران    |
| ۱۳۷۴ | چهاردهمین دوره جشنواره بین‌المللی فیلم فجر                                | داور مسابقه فیلم‌های کوتاه   |
| ۱۳۷۵ | ششمین دوره جشنواره فیلم دفاع مقدس                                        | داور مسابقه سینمای بین‌الملل |
| ۱۳۷۷ | سیزدهمین دوره جشنواره بین‌المللی فیلم‌های کودکان و نوجوانان                | داور مسابقه سینمای ایران    |
| ۱۳۸۰ | پنجمین دوره جشن خانه سینمای ایران                                        | دبیر                        |
| ۱۳۸۶ | بیست و ششمین دوره جشنواره بین‌المللی فیلم فجر                             | داور مسابقه سینمای ایران    |
| ۱۳۸۸ | بیست و هشتمین دوره جشنواره بین‌المللی فیلم فجر                            | داور مسابقه سینمای ایران    |
| ۱۳۹۱ | بیستمین دوره جشنواره بین‌المللی فیلم «وارنا» (آفرودیت طلایی) در بلغارستان | داور                        |
| ۱۳۹۴ | پانزدهمین دوره جشنواره بین‌المللی فیلم سارک در سریلانکا                   | داور بخش رقابتی             |
| ۱۳۹۷ | نخستین دوره جشنواره بین‌المللی فیلم SCO در کشور چین                       | داور بخش رقابتی             |
| ۱۳۹۷ | پانزدهمین دوره جشنواره بین‌المللی فیلم مقاومت                             | داور بخش مسابقه سینمای ملی  |
| ۱۴۰۰ | چهلمین دوره جشنواره فیلم فجر                                             | داور بخش سودای سیمرغ        |